# Taneytown
Taneytown – miasto w Stanach Zjednoczonych, w stanie Maryland, w hrabstwie Carroll.